# Karolina Lanckorońska
La comtesse Karolina Lanckorońska (prononciation polonaise : [ka.rɔˈlʲi.na lant͡skɔˈrɔɲska], née le 11 août 1898 à Gars am Kamp et morte le 25 août 2002 à Rome) est issue de la noblesse polonaise. Durant la Seconde Guerre mondiale, elle participe à la résistance comme combattante. Elle est une philanthrope et historienne de l'art et a légué l'énorme collection d'art de sa famille à la Pologne après que sa patrie s'est libérée du communisme et de la domination soviétique en 1989. La plus grande partie de la collection Lanckoronski est exposée dans le château royal de Varsovie et le château de Wawel à Cracovie.

## Biographie

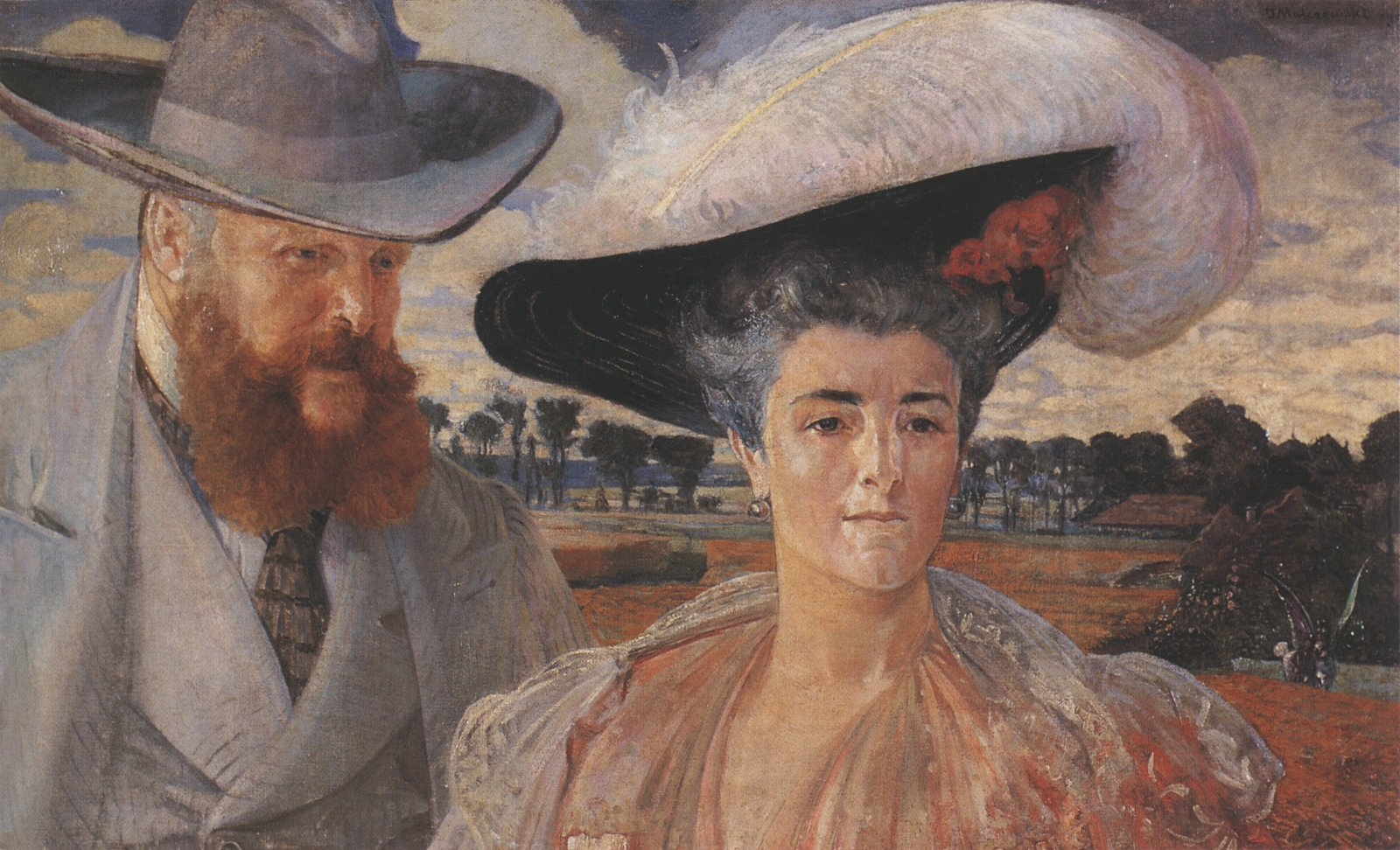
Portrait des parents de Karolina Lanckorońska par Jacek Malczewski.

### Jeunesse et formation
Karolina (Karla) Maria Adelajda Franciszka Ksawera Małgorzata Edina Lanckorońska est née le 11 août 1898 à Gars am Kamp. Elle est la fille du comte Karol Lanckoroński, un aristocrate polonais et de sa troisième épouse, la comtesse Margaret von Lichnowsky. Elle a une sœur, Adelhaida (Hajda) Lanckorońska et un demi-frère, Anton Lanckoroński.
Karolina Lanckorońska passe sa jeunesse dans le palais Lanckoroński à Vienne, alors capitale de l'empire d'Autriche-Hongrie, dont une grande partie de la Pologne fait partie. A la fondation de la Pologne, en 1918, elle devient citoyenne polonaise. Dès l'enfance, elle s'intéresse à la littérature, notamment historique et documentaire, fortement influencée en cela par son père. Elle parle français et anglais avec son père, allemand avec sa mère, apprend la langue polonaise avec l'aide d'une gouvernante et, plus tard, fréquente l'université. Elle obtient un doctorat en histoire de l'art à Vienne, avec une thèse consacrée à Michel-Ange, en 1934,,.
Après l'obtention de son diplôme, elle hésite à entrer en faculté de médecine ou devenir infirmière mais, finalement, reste fidèle à l'art. Elle part pour l'Italie, séjourne principalement à Rome, où elle se consacre à des études sur la Renaissance italienne et le baroque primitif.
En 1934, elle obtient un poste de professeure à l'Université de Lwów et déménage dans la ville. Elle voyage en Italie, en France, en Espagne et au Portugal et publie de nombreux articles. Le 9 mai 1936, elle obtient son habilitation, devenant la première femme en Pologne à rédiger une thèse d'habilitation en histoire de l'art et la première femme de l'Université de Lwów à obtenir une habilitation.

### Seconde Guerre mondiale
Le 1er septembre 1939, à la suite de la signature du Pacte germano-soviétique, la Pologne est envahie par l'Allemagne nazie puis, deux semaines plus tard par l'armée soviétique. Le 22 septembre les soviétiques entrent dans Lwów. Ils imposent leur politique dans tous les domaines et commencent les déportations en masse.
Karolina Lanckorońska rejoint l'Union de la lutte armée le 2 janvier 1940 puis l'armée de l'intérieur (Armia Krajowa) où elle a le grade de lieutenant. Apprenant qu'elle est recherchée, elle se cache, son logement est saisi, ses meubles brûlés. Elle essaie de rejoindre le gouvernement en exil en Italie, se rend d'abord à Cracovie, munie de faux papiers, mais l'Italie entre en guerre et elle décide de rester à Cracovie et de travailler avec la Croix-Rouge. Elle soigne les nombreux prisonniers de guerre polonais mais participe aussi au sauvetage de prisonniers de guerre britanniques. Elle quitte la Croix-Rouge polonaise et commence à travailler au Conseil central de la protection sociale où elle s'emploie à obtenir de la Gestapo des autorisations de soigner et nourrir les prisonniers,.
Début juillet 1941, à Lwów, Karl Eberhard Schöngarth donne l’ordre d’exterminer l’intelligentsia polonaise de la ville. Dans la nuit du 3 au 4 juillet 1941, 25 professeurs polonais de l’université sont arrêtés et fusillés. Ce sont des collègues de Karolina Lanckorońska, qui, très affectée par ce massacre, s'évertuera de leur rendre justice.
Karolina Lanckorońska est arrêtée le 12 mai 1942, interrogée, torturée, jugée et condamnée à mort. Durant sa détention à la prison de Stanisławów, le chef de la Gestapo locale Hans Krüger reconnaît avoir assassiné les professeurs de l'Université de Lwów. Karolina Lanckorońska en informe le chef de la Gestapo de Drohobytch, Walter Kutschmann (en), rival de Krüger, qui s’empresse de le dénoncer pour divulgation de secrets d’État. Hans Krüger est rétrogradé et muté en France. Grâce à l'intercession de la famille royale italienne, qu'elle ne connaît cependant pas personnellement, Karolina Lanckorońska n'est pas exécutée mais envoyée au camp de concentration de Ravensbrück. Là, elle donne des "conférences" sur l'histoire de l'art pour ses codétenues. Le camp est libéré en avril 1945. Immédiatement après sa libération, elle écrit ses mémoires couvrant la période 1939-1944.
Lorsque, vers 1967, elle apprend que Hans Krüger va être jugé à Münster, elle contacte les autorités judiciaires allemandes pour apporter son témoignage. Avec beaucoup de difficultés, elle réussit à être appelée comme témoin à charge, elle est même le principal témoin de l'accusation. Malheureusement, faute de preuves, Il ne sera jamais condamné pour ses crimes commis contre les Polonais ethniques, non juifs, ni ceux des résistants français. Il est condamné à la réclusion à perpétuité pour le génocide des juifs. Libéré de prison en 1986, il meurt en 1988.

### Vie après la guerre
À sa libération, elle ne souhaite pas retourner dans une Pologne désormais communiste. Elle vit un temps en Suisse, à Fribourg, puis à Rome où elle s'établit définitivement. Elle y rejoint le deuxième corps des Forces armées polonaises à l'Ouest comme attachée de presse. À la demande du général Władysław Anders, elle organise des études pour les officiers polonais démobilisés qui, comme elle, ne veulent pas rejoindre le régime communiste. Grâce à elle, plus d'un millier de Polonais ont pu étudier dans les universités de Rome, Bologne et Turin.
En 1945, elle co-fonde l'Institut historique polonais (pl) à Rome et se consacre à l'édition et au travail d'organisation de la science polonaise. Elle est la rédactrice en chef d'une série de sources sur l'histoire de la Pologne, conservées dans des archives étrangères, Elementa ad fontium editiones.
Elle s'installe à Londres entre 1949 et 1951 où elle organise des « écoles de vacances » pour les enfants polonais dans les locaux du Centre scientifique polonais. Là, elle rassemble les cahiers qu'elle a rédigés durant son emprisonnement et termine ses mémoires. Elle les présente à deux maisons d'édition britanniques qui les refusent au motif qu'elles sont trop antisoviétiques. Deux ans plus tard, elle refait une tentative et cette fois, ses textes sont estimés trop anti-allemands.
En 1967, Karolina Lanckorońska crée la Fondation Lanckoroński, dont la mission est de promouvoir et soutenir la culture polonaise, elle attribue des bourses, notamment pour des études, la publication d'ouvrages pédagogiques, la recherche dans les archives polonaises en Lituanie, Biélorussie et Ukraine.
Karolina Lanckorońska se consacre à soutenir la vie scientifique et la culture polonaise et à les conserver dans l'orbite de la culture européenne et mondiale. Jusqu'à la fin de sa vie, elle maintient des contacts avec la communauté des historiens de l'art polonais.
En 1994, Karolina Lanckorońska fait don de sa collection d'art, héritée de son père, à la Pologne. Grâce à ce don, le château Wawel possède aujourd'hui la plus importante collection de peinture italienne ancienne en Pologne et l'une des plus importantes d'Europe. Elle fait également don de nombreux tableaux et dessins de valeur au château royal de Varsovie, à la bibliothèque et au musée de l'université Jagellonne, au musée national de Varsovie et au musée de l'armée polonaise à Varsovie. « Plus d'une centaine de tableaux de grande valeur et soixante autres œuvres d'art ont enrichi les collections du Château Royal de Varsovie et du Château Royal du Wawel. Jamais dans notre histoire les musées n'ont été aussi généreusement dotés. Ce cadeau compense, au moins en partie, les énormes pertes que notre culture a subies à la suite de la destruction et du pillage au cours des années d'histoire mouvementée et dramatique de notre pays (Andrzej Rottermund) »
Karolina Lanckorońska publie finalement ses mémoires 2001, un an avant sa mort, chez l'éditeur polonais Znak. Le livre est aussi publié au Royaume-Uni (Those Who Trespass against Us: One Woman's War against the Nazis, Pimlico, 2012), aux États-Unis (Michelangelo in Ravensbrück, Capo Press, 2007) et en Allemagne (Mut ist angeboren, Boehlau Verlag, 2003).
Karolina Lanckorońska n'a jamais voulu prendre une autre nationalité que la nationalité polonaise et est porteuse du seul passeport Nansen des réfugiés apatrides jusqu'à la chute du communisme en 1989, quand elle reprend le passeport polonais. Elle ne retournera cependant jamais en Pologne.
Son amour pour Michel-Ange reste intact toute sa vie. Lors de la restauration des fresques de la chapelle Sixtine, entre 1981 et 1994, elle escalade les échafaudages, à plus de 90 ans, pour admirer de près Le Jugement dernier.

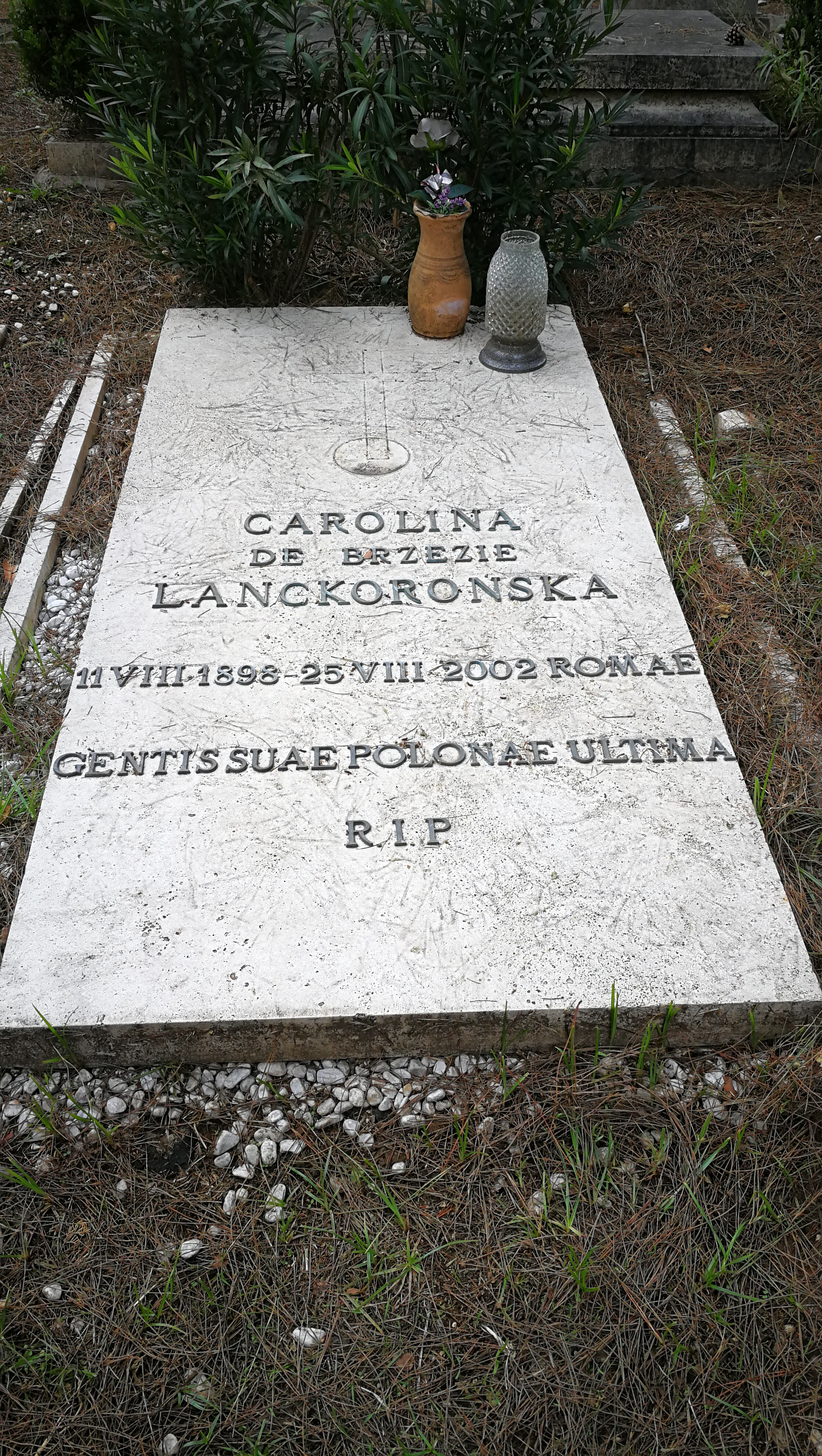
Pierre tombale de Karolina au cimetière Campo Verano de Rome.

Karolina Lanckorońska décède le 25 août 2002 à Rome, à l'âge de 104 ans. Elle est inhumée au cimetière Campo Verano. Selon sa volonté, une poignée de terre de Pologne est jetée dans sa tombe.

## Hommages
Elle est nommée docteure honoris causa de l'université Jagellonne en 1983.
Le 27 mai 1991, Karolina Lanckorońska reçoit la Grand-Croix de l'Ordre de Polonia Restituta, décernée par le président Lech Wałęsa. La cérémonie a eu lieu à l'Ambassade de la République de Pologne à Rome.
En 1998, à l'occasion de son centième anniversaire, le pape Jean-Paul II la nomme Commandeure de l'ordre de Saint-Grégoire-le-Grand avec étoile, en reconnaissance des services rendus à l'Église.
Lorsqu'elle fait don de sa collection d'art à la Pologne, les présidents Lech Wałęsa et Aleksander Kwaśniewski tentent à trois reprises de lui décerner l'Ordre de l'Aigle blanc, la plus haute distinction polonaise. Elle refuse à chaque fois, disant que c'est un trop grand honneur.
Un film sur sa vie, Karolina Lanckorońska. Portret damy (Karolina Lanckorońska. Portrait d'une dame) est réalisé en 2004 par Pawel Woldan (pl). Le film obtient le premier prix dans la catégorie documentaire au Festival international du film catholique de Niepokalanów en 2005.